# Vision NOA
『Vision NOA』（ヴィジョン ノア）は、米原秀幸による日本の漫画作品。『ヤングチャンピオン』（秋田書店）にて、2011年No.5から2012年No.19まで連載。米原秀幸のデビュー作である『SPRINGS』が1989年に『ヤングチャンピオン』で連載されてから、22年ぶりの同誌での連載である。スター・システムらしく『ウダウダやってるヒマはねェ!』等に登場したキャラクターやその子供が出演している。

## あらすじ
老刑事・張沼耐造は、凄惨な殺人事件の現場で見かけた少年が気にかかっていた。張沼が少年を再び見かけた時、彼は殺人現場でスケッチをしていた。その絵は、被害女性の死ぬ間際の姿だった。見分けがつかないくらいに顔を粉砕された女性の、殺される直前の表情をなぜ少年は知っているのか?以降、他人には見えないモノが視えてしまう少年・島田乃亜とベテラン刑事・張沼は事件解決に奔走する。

## 登場人物
島田 乃亜（しまだ のあ）
節久（せっく）市立第五中学校に通う中学3年生の少年。人が死んだ場所の近くにいると、そこに残留する死者の感情が瞳に映るという、特殊な能力がある。普段はどこにでもいるような普通の内気な少年だが、死者の感情を視ている際には目が据わり、憑かれたような表情になる。
幼いころ、乗っていた飛行機が墜落し、1人だけ助かった経験を持つ。同乗していた母は、その時からずっと意識不明となっていた。
張沼 耐造（はりぬま たいぞう）
初老の男性。節久警察署捜査一課のベテラン刑事。上司からは疎まれている。
鬼場 洋平（きば ようへい）
張沼の相棒で、頭をスキンヘッドにした刑事。島田亜輝や赤城直巳の学生時代の先輩。
赤城 里美（あかぎ さとみ）
乃亜の友人の女の子。乃亜と同じ節久市立第五中学校に通っている。普通の人には見えないモノを視てしまう乃亜のことを案じている。乃亜と同居している。
赤城 直巳（あかぎ なおみ）
里美の父親で、乃亜の保護者。
島田 亜輝（しまだ あき）
乃亜の父親。アメリカで探偵をしている。まだ幼かった乃亜を親友の直巳に預けたままにしており、乃亜は亜輝の顔も知らなかった。
緩田（かんだ）
王水町の老刑事。
小林 金太（こばやし きんた）
緩田の相棒の刑事。亜輝の学生時代の後輩。

## 書誌情報
- 米原秀幸 『Vision NOA』 秋田書店〈ヤングチャンピオンコミックス〉、全4巻
  1. 2011年7月20日発売 ISBN 978-4-253-14732-3
  2. 2011年12月20日発売 ISBN 978-4-253-14733-0
  3. 2012年6月20日発売 ISBN 978-4-253-14734-7
  4. 2012年9月20日発売 ISBN 978-4-253-14738-5